# Rue Princesse (Lille)
Pour les articles homonymes, voir rue Princesse.
La rue Princesse est une rue de Lille.

## Situation et accès
Située dans le quartier du Vieux-Lille elle débute rue Maracci et finit façade de l'Esplanade.
Elle croise les rues du Metz, Saint-André et Royale.

## Origine du nom
Ce nom lui a été donné lors de son ouverture.

## Historique
Ouverte dans le nouveau quartier créé lors de l'agrandissement de la ville en 1670 après la conquête de la ville après la conquête de la ville par Louis XIV elle est rebaptisée « rue de la Constitution » le 30 septembre 1793, puis reprend son nom d'origine.
Elle aboutissait au canal de l'Araignée et a été prolongée jusqu'au quai de la Basse Deûle (actuelle Avenue du Peuple-Belge) après le comblement en 1901 de ce canal remplacé par la rue Maracci. Entre-temps, le bâtiment des Haras qui s'étendait entre le canal de l'Araignée et la Basse Deûle (comblée en 1953) avait été démoli.  

## Bâtiments remarquables et lieux de mémoire

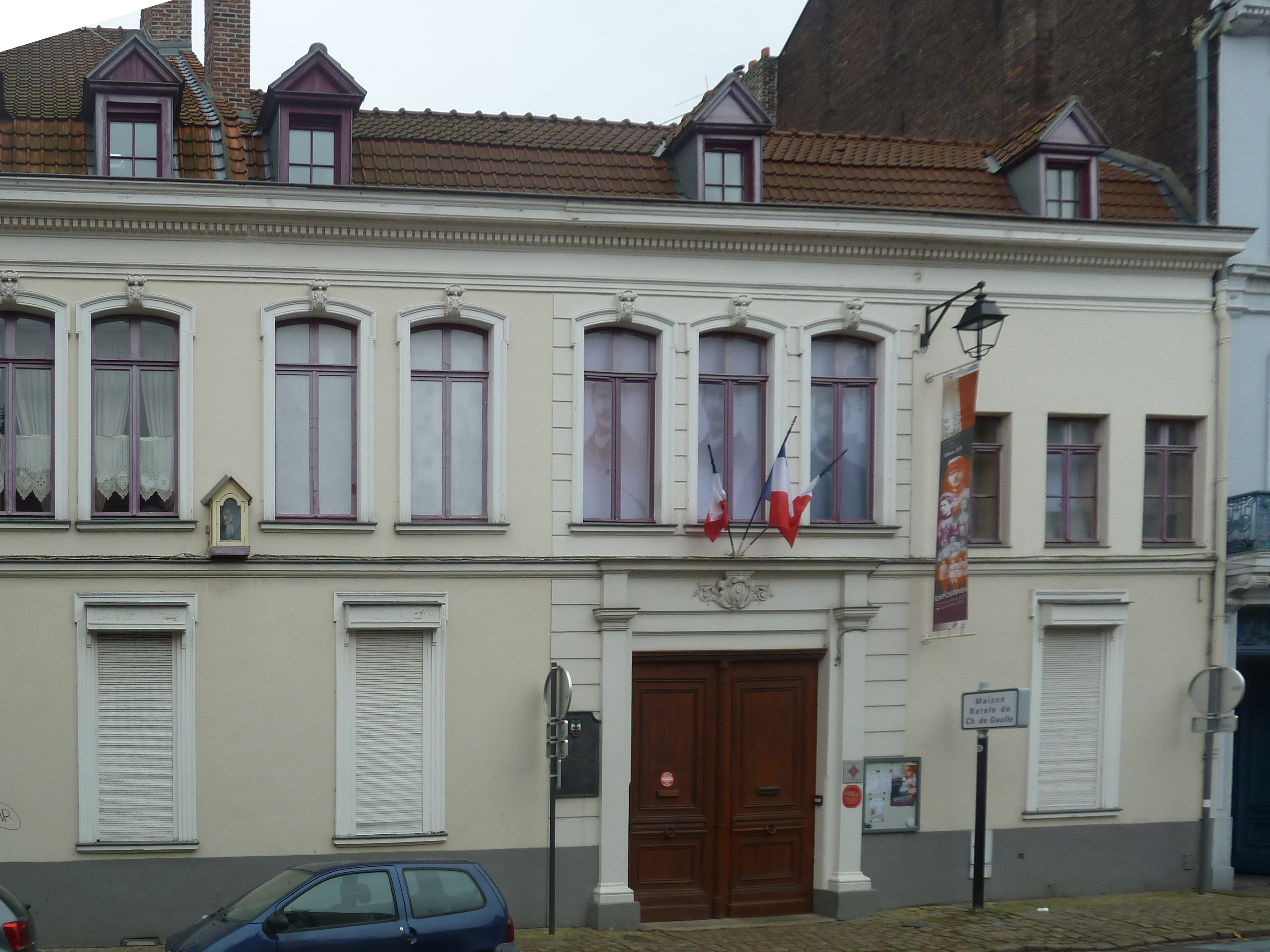
Maison natale de Charles de Gaulle.

La rue Princesse a vu naître le général de Gaulle : baptisé à l'église Saint-André, il a vécu 8 ans environ à Lille.
Sa maison natale aujourd'hui transformée en musée, a été le lieu de plastiquage et d'affrontements musclés entre partisans et opposants gaullistes durant la Guerre d'Algérie. Elle est inscrite aux monuments historiques à compter du 15 juin 1989 puis classée le 22 novembre 1990,.
En 1965, en visite officielle à Lille[réf. nécessaire], le général de Gaulle se rend dans son ancien quartier.

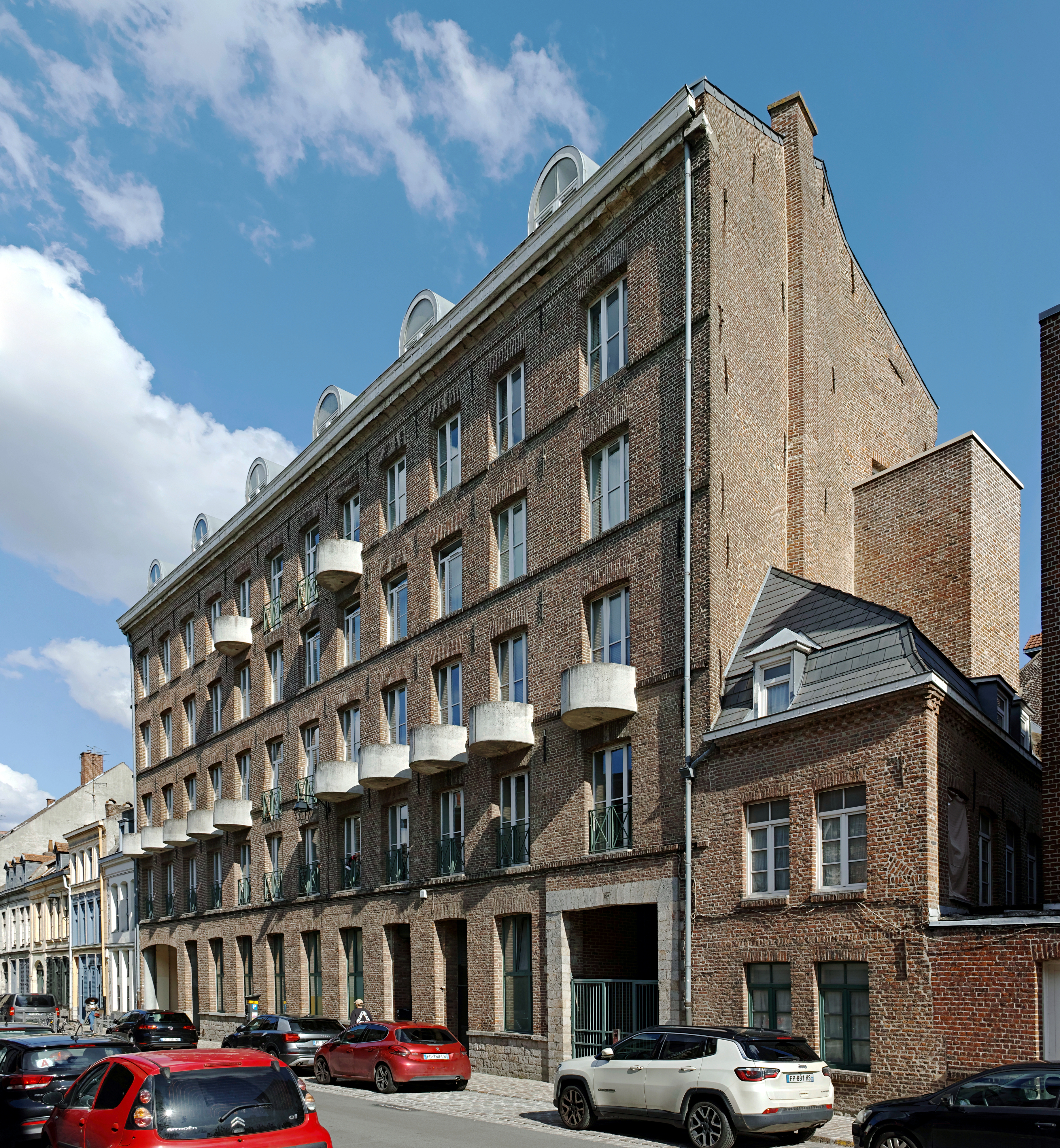
Ancienne filature de coton Delesalle-Desmedt.

La rue Princesse a aussi été le théâtre de la réhabilitation de l'ancienne filature de coton Delesalle-Desmedt transformée en immeuble d'habitation. 
Cette ancienne usine datant du XIXe siècle et autrefois située au 39 rue Princesse porte aujourd'hui les numéros 29 bis & 31 de cette même rue.
Le même bâtiment a également abrité la construction d'un atelier de chaussures avant de finalement connaître l'aménagement résidentielle que l'on connait aujourd'hui.